# Rógvi Baldvinsson
Rógvi Baldvinsson (Tórshavn, 6 dicembre 1989) è un ex calciatore faroese, di ruolo difensore.

## Carriera

### Club
Baldvinsson ha cominciato la carriera con la maglia dell'Ålgård, formazione all'epoca militante nella 2. divisjon, terzo livello del campionato locale. Ha esordito in prima squadra nel 2006 e vi è rimasto fino all'estate 2012.
Il 27 luglio 2012, gli inglesi del Bristol Rovers hanno annunciato d'aver trovato un accordo con l'Ålgård per il trasferimento del calciatore. Il suo nome era stato consigliato al manager Mark McGhee da Brian Kerr, ex commissario tecnico delle Fær Øer. Il 1º agosto, Baldvinsson ha firmato un contratto biennale con la nuova squadra. Il 13 agosto successivo, senza aver disputato alcun incontro ufficiale, ha rescisso il contratto che lo legava al club per tornare all'Ålgård.
Il 1º febbraio 2013 ha firmato un contratto biennale con il Bryne. Ha debuttato nella 1. divisjon in data 14 aprile, schierato titolare nella vittoria casalinga per 2-1 contro il Fredrikstad. Ha chiuso la stagione con 26 presenze tra campionato e coppa, senza mai andare a segno. Il Bryne ha terminato l'annata al 7º posto finale.
Il 31 marzo 2014, ha fatto ritorno all'Ålgård. Al termine del campionato 2014, la squadra è retrocessa in 3. divisjon, avendo chiuso l'annata all'ultimo posto. Baldvinsson è rimasto in squadra fino all'agosto successivo.
Il 29 agosto 2015 è passato ai danesi del Fredericia, formazione a cui si è legato fino al 31 dicembre successivo. Ha esordito in squadra il 27 settembre, subentrando a Brent McGrath nel pareggio per 0-0 contro l'HB Køge. Il 3 dicembre ha segnato l'unica rete in squadra, nel 4-4 in casa del Roskilde. Tra campionato e coppa, ha totalizzato 9 presenze e una rete in squadra, svincolandosi il 1º gennaio 2016.
Libero da vincoli contrattuali, in data 29 marzo 2016 ha firmato un accordo con il Vidar, compagine norvegese di 2. divisjon. Ha esordito in squadra il 9 aprile successivo, schierato titolare nella vittoria interna per 2-0 sull'Egersund. Il 7 maggio ha trovato la prima rete, nel successo per 4-1 sul Lysekloster. Ha chiuso la stagione con 27 presenze e 4 reti, tra campionato e coppa.
Il 3 gennaio 2017, il Bryne ha reso noto il ritorno in squadra di Baldvinsson, che ha firmato un contratto biennale con il club.

### Nazionale
Ha giocato nella nazionale faroese Under-21.
Il 3 giugno 2011 ha debuttato con la nazionale maggiore faroese nella partita di qualificazione al campionato europeo 2012 contro la Slovenia, in cui ha realizzato un autogol.
Il 12 ottobre 2012 ha realizzato il suo primo gol in nazionale nella sconfitta interna contro la Svezia (1-2).

## Statistiche

### Presenze e reti nei club
Statistiche aggiornate al 13 aprile 2024.
| Stagione       | Club          | Campionato    | Campionato | Campionato | Coppe nazionali | Coppe nazionali | Coppe nazionali | Coppe continentali | Coppe continentali | Coppe continentali | Supercoppe | Supercoppe | Supercoppe | Totale | Totale |
| Stagione       | Club          | Comp          | Pres       | Reti       | Comp            | Pres            | Reti            | Comp               | Pres               | Reti               | Comp       | Pres       | Reti       | Pres   | Reti   |
| -------------- | ------------- | ------------- | ---------- | ---------- | --------------- | --------------- | --------------- | ------------------ | ------------------ | ------------------ | ---------- | ---------- | ---------- | ------ | ------ |
| 2006           | Ålgård        | 2D            | ?          | ?          | CN              | ?               | ?               | -                  | -                  | -                  | -          | -          | -          | ?      | ?      |
| 2007           | Ålgård        | 2D            | ?          | ?          | CN              | ?               | ?               | -                  | -                  | -                  | -          | -          | -          | ?      | ?      |
| 2008           | Ålgård        | 2D            | ?          | ?          | CN              | ?               | ?               | -                  | -                  | -                  | -          | -          | -          | ?      | ?      |
| 2009           | Ålgård        | 2D            | ?          | ?          | CN              | ?               | ?               | -                  | -                  | -                  | -          | -          | -          | ?      | ?      |
| 2010           | Ålgård        | 2D            | ?          | ?          | CN              | ?               | ?               | -                  | -                  | -                  | -          | -          | -          | ?      | ?      |
| 2011           | Ålgård        | 2D            | ?          | ?          | CN              | ?               | ?               | -                  | -                  | -                  | -          | -          | -          | ?      | ?      |
| 2012           | Ålgård        | 2D            | ?          | ?          | CN              | ?               | ?               | -                  | -                  | -                  | -          | -          | -          | ?      | ?      |
| 2013           | Bryne         | 1D            | 22         | 0          | CN              | 4               | 0               | -                  | -                  | -                  | -          | -          | -          | 26     | 0      |
| 2014           | Ålgård        | 2D            | 19         | 0          | CN              | 1               | 0               | -                  | -                  | -                  | -          | -          | -          | 20     | 0      |
| gen.-ago. 2015 | Ålgård        | 3D            | 17         | 8          | CN              | 3               | 0               | -                  | -                  | -                  | -          | -          | -          | 20     | 8      |
| Totale Ålgård  | Totale Ålgård | Totale Ålgård | 36+        | 8+         |                 | 4+              | 0+              |                    | -                  | -                  |            | -          | -          | 40+    | 8+     |
| ago.-dic. 2015 | Fredericia    | 1D            | 8          | 1          | CD              | 1               | 0               | -                  | -                  | -                  | -          | -          | -          | 9      | 1      |
| 2016           | Vidar         | 2D            | 23         | 4          | CN              | 4               | 0               | -                  | -                  | -                  | -          | -          | -          | 27     | 4      |
| 2017           | Bryne         | 2D            | 19         | 2          | CN              | 1               | 0               | -                  | -                  | -                  | -          | -          | -          | 20     | 2      |
| 2018           | Bryne         | 2D            | 19         | 1          | CN              | 2               | 0               | -                  | -                  | -                  | -          | -          | -          | 21     | 1      |
| 2019           | Bryne         | 2D            | 21         | 0          | CN              | 3               | 1               | -                  | -                  | -                  | -          | -          | -          | 24     | 1      |
| 2020           | Bryne         | 2D            | 10         | 1          | -               | -               | -               | -                  | -                  | -                  | -          | -          | -          | 10     | 1      |
| 2021           | Bryne         | 1D            | 14         | 0          | CN              | 2               | 1               | -                  | -                  | -                  | -          | -          | -          | 16     | 1      |
| 2022           | Bryne         | 1D            | 25         | 2          | CN              | 2               | 0               | -                  | -                  | -                  | -          | -          | -          | 27     | 2      |
| 2023           | Bryne         | 1D            | 23+1       | 0          | CN              | 2               | 1               | -                  | -                  | -                  | -          | -          | -          | 26     | 1      |
| Totale Bryne   | Totale Bryne  | Totale Bryne  | 176+1      | 6+0        |                 | 16              | 3               |                    | -                  | -                  |            | -          | -          | 193    | 9      |
| Totale         | Totale        | Totale        | ?          | ?          |                 | ?               | ?               |                    | -                  | -                  |            | -          | -          | ?      | ?      |

### Cronologia presenze e reti in nazionale
| Cronologia completa delle presenze e delle reti in nazionale ― Fær Øer | Cronologia completa delle presenze e delle reti in nazionale ― Fær Øer | Cronologia completa delle presenze e delle reti in nazionale ― Fær Øer | Cronologia completa delle presenze e delle reti in nazionale ― Fær Øer | Cronologia completa delle presenze e delle reti in nazionale ― Fær Øer | Cronologia completa delle presenze e delle reti in nazionale ― Fær Øer | Cronologia completa delle presenze e delle reti in nazionale ― Fær Øer | Cronologia completa delle presenze e delle reti in nazionale ― Fær Øer |
| Data                                                                   | Città                                                                  | In casa                                                                | Risultato                                                              | Ospiti                                                                 | Competizione                                                           | Reti                                                                   | Note                                                                   |
| ---------------------------------------------------------------------- | ---------------------------------------------------------------------- | ---------------------------------------------------------------------- | ---------------------------------------------------------------------- | ---------------------------------------------------------------------- | ---------------------------------------------------------------------- | ---------------------------------------------------------------------- | ---------------------------------------------------------------------- |
| 3-6-2011                                                               | Toftir                                                                 | Fær Øer                                                                | 0 – 2                                                                  | Slovenia                                                               | Qual. Euro 2012                                                        | -                                                                      |                                                                        |
| 7-6-2011                                                               | Toftir                                                                 | Fær Øer                                                                | 2 – 0                                                                  | Estonia                                                                | Qual. Euro 2012                                                        | -                                                                      |                                                                        |
| 10-8-2011                                                              | Belfast                                                                | Irlanda del Nord                                                       | 4 – 0                                                                  | Fær Øer                                                                | Qual. Euro 2012                                                        | -                                                                      |                                                                        |
| 2-9-2011                                                               | Tórshavn                                                               | Fær Øer                                                                | 0 – 1                                                                  | Italia                                                                 | Qual. Euro 2012                                                        | -                                                                      |                                                                        |
| 6-9-2011                                                               | Belgrado                                                               | Serbia                                                                 | 3 – 1                                                                  | Fær Øer                                                                | Qual. Euro 2012                                                        | -                                                                      |                                                                        |
| 15-8-2012                                                              | Reykjavík                                                              | Islanda                                                                | 2 – 0                                                                  | Fær Øer                                                                | Amichevole                                                             | -                                                                      |                                                                        |
| 7-9-2012                                                               | Hannover                                                               | Germania                                                               | 3 – 0                                                                  | Fær Øer                                                                | Qual. Mondiali 2014                                                    | -                                                                      | 4’                                                                     |
| 12-10-2012                                                             | Tórshavn                                                               | Fær Øer                                                                | 1 – 2                                                                  | Svezia                                                                 | Qual. Mondiali 2014                                                    | 1                                                                      |                                                                        |
| 16-10-2012                                                             | Tórshavn                                                               | Fær Øer                                                                | 1 – 4                                                                  | Irlanda                                                                | Qual. Mondiali 2014                                                    | -                                                                      |                                                                        |
| 21-2-2013                                                              | Bangkok                                                                | Thailandia                                                             | 2 – 0                                                                  | Fær Øer                                                                | Amichevole                                                             | -                                                                      |                                                                        |
| 22-3-2013                                                              | Vienna                                                                 | Austria                                                                | 6 – 0                                                                  | Fær Øer                                                                | Qual. Mondiali 2014                                                    | -                                                                      |                                                                        |
| 7-6-2013                                                               | Dublino                                                                | Irlanda                                                                | 3 – 0                                                                  | Fær Øer                                                                | Qual. Mondiali 2014                                                    | -                                                                      | 86’                                                                    |
| 14-8-2013                                                              | Reykjavík                                                              | Islanda                                                                | 1 – 0                                                                  | Fær Øer                                                                | Amichevole                                                             | -                                                                      | 19’                                                                    |
| 6-9-2013                                                               | Astana                                                                 | Kazakistan                                                             | 2 – 1                                                                  | Fær Øer                                                                | Qual. Mondiali 2014                                                    | -                                                                      |                                                                        |
| 10-9-2013                                                              | Tórshavn                                                               | Fær Øer                                                                | 0 – 3                                                                  | Germania                                                               | Qual. Mondiali 2014                                                    | -                                                                      |                                                                        |
| 11-10-2013                                                             | Tórshavn                                                               | Fær Øer                                                                | 1 – 1                                                                  | Kazakistan                                                             | Qual. Mondiali 2014                                                    | -                                                                      |                                                                        |
| 15-10-2013                                                             | Tórshavn                                                               | Fær Øer                                                                | 0 – 3                                                                  | Austria                                                                | Qual. Mondiali 2014                                                    | -                                                                      |                                                                        |
| 19-11-2013                                                             | Medina                                                                 | Malta                                                                  | 3 – 2                                                                  | Fær Øer                                                                | Amichevole                                                             | 1                                                                      | 90+4’                                                                  |
| 1-3-2014                                                               | Gibilterra                                                             | Gibilterra                                                             | 1 – 4                                                                  | Fær Øer                                                                | Amichevole                                                             | -                                                                      |                                                                        |
| 7-9-2014                                                               | Tórshavn                                                               | Fær Øer                                                                | 1 – 3                                                                  | Finlandia                                                              | Qual. Euro 2016                                                        | -                                                                      | 55’                                                                    |
| 4-9-2015                                                               | Tórshavn                                                               | Fær Øer                                                                | 1 – 3                                                                  | Irlanda del Nord                                                       | Qual. Euro 2016                                                        | -                                                                      | 87’                                                                    |
| 7-9-2015                                                               | Helsinki                                                               | Finlandia                                                              | 1 – 0                                                                  | Fær Øer                                                                | Qual. Euro 2016                                                        | -                                                                      | 84’                                                                    |
| 8-10-2015                                                              | Budapest                                                               | Ungheria                                                               | 2 – 1                                                                  | Fær Øer                                                                | Qual. Euro 2016                                                        | -                                                                      | 18’                                                                    |
| 11-10-2015                                                             | Tórshavn                                                               | Fær Øer                                                                | 0 – 3                                                                  | Romania                                                                | Qual. Euro 2016                                                        | -                                                                      | 84’                                                                    |
| 3-6-2016                                                               | Francoforte                                                            | Fær Øer                                                                | 0 – 2                                                                  | Kosovo                                                                 | Amichevole                                                             | -                                                                      | 85’                                                                    |
| 31-8-2017                                                              | Porto                                                                  | Portogallo                                                             | 5 – 1                                                                  | Fær Øer                                                                | Qual. Mondiali 2018                                                    | 1                                                                      |                                                                        |
| 3-9-2017                                                               | Tórshavn                                                               | Fær Øer                                                                | 1 – 0                                                                  | Andorra                                                                | Qual. Mondiali 2018                                                    | -                                                                      |                                                                        |
| 10-10-2017                                                             | Budapest                                                               | Ungheria                                                               | 1 – 0                                                                  | Fær Øer                                                                | Qual. Mondiali 2018                                                    | -                                                                      | 62’                                                                    |
| 22-3-2018                                                              | Marbella                                                               | Fær Øer                                                                | 1 – 1                                                                  | Lettonia                                                               | Amichevole                                                             | -                                                                      |                                                                        |
| 25-3-2018                                                              | Marbella                                                               | Fær Øer                                                                | 3 – 0                                                                  | Liechtenstein                                                          | Amichevole                                                             | -                                                                      | 76’                                                                    |
| 7-9-2018                                                               | Tórshavn                                                               | Fær Øer                                                                | 3 – 1                                                                  | Malta                                                                  | UEFA Nations League 2018-2019 - 1º turno                               | -                                                                      | 90’                                                                    |
| 10-9-2018                                                              | Pristina                                                               | Kosovo                                                                 | 2 – 0                                                                  | Fær Øer                                                                | UEFA Nations League 2018-2019 - 1º turno                               | -                                                                      | 80’                                                                    |
| 11-10-2018                                                             | Tórshavn                                                               | Fær Øer                                                                | 0 – 3                                                                  | Azerbaigian                                                            | UEFA Nations League 2018-2019 - 1º turno                               | -                                                                      | 74’                                                                    |
| 14-10-2018                                                             | Tórshavn                                                               | Fær Øer                                                                | 1 – 1                                                                  | Kosovo                                                                 | UEFA Nations League 2018-2019 - 1º turno                               | -                                                                      | 24’                                                                    |
| 17-11-2018                                                             | Baku                                                                   | Azerbaigian                                                            | 2 – 0                                                                  | Kosovo                                                                 | UEFA Nations League 2018-2019 - 1º turno                               | -                                                                      |                                                                        |
| 23-3-2019                                                              | Ta' Qali                                                               | Malta                                                                  | 2 – 1                                                                  | Fær Øer                                                                | Qual. Euro 2020                                                        | -                                                                      | 79’                                                                    |
| 26-3-2019                                                              | Bucarest                                                               | Romania                                                                | 4 – 1                                                                  | Fær Øer                                                                | Qual. Euro 2020                                                        | -                                                                      | 28’                                                                    |
| 7-6-2019                                                               | Tórshavn                                                               | Fær Øer                                                                | 1 – 4                                                                  | Spagna                                                                 | Qual. Euro 2020                                                        | -                                                                      | 74’                                                                    |
| 10-6-2019                                                              | Tórshavn                                                               | Fær Øer                                                                | 0 – 2                                                                  | Norvegia                                                               | Qual. Euro 2020                                                        | -                                                                      | 61’                                                                    |
| 5-9-2019                                                               | Tórshavn                                                               | Fær Øer                                                                | 0 – 4                                                                  | Svezia                                                                 | Qual. Euro 2020                                                        | -                                                                      |                                                                        |
| 8-9-2019                                                               | Gijón                                                                  | Spagna                                                                 | 4 – 0                                                                  | Fær Øer                                                                | Qual. Euro 2020                                                        | -                                                                      | 55’                                                                    |
| 12-10-2019                                                             | Tórshavn                                                               | Fær Øer                                                                | 0 – 3                                                                  | Romania                                                                | Qual. Euro 2020                                                        | -                                                                      | 78’                                                                    |
| 15-10-2019                                                             | Tórshavn                                                               | Fær Øer                                                                | 1 – 0                                                                  | Malta                                                                  | Qual. Euro 2020                                                        | 1                                                                      |                                                                        |
| 15-11-2019                                                             | Oslo                                                                   | Norvegia                                                               | 4 – 0                                                                  | Fær Øer                                                                | Qual. Euro 2020                                                        | -                                                                      | 42’                                                                    |
| 18-11-2019                                                             | Solna                                                                  | Svezia                                                                 | 3 – 0                                                                  | Fær Øer                                                                | Qual. Euro 2020                                                        | -                                                                      |                                                                        |
| 10-10-2020                                                             | Tórshavn                                                               | Fær Øer                                                                | 1 – 1                                                                  | Lettonia                                                               | UEFA Nations League 2020-2021 - 1º turno                               | -                                                                      | 65’                                                                    |
| 11-11-2020                                                             | Vilnius                                                                | Lituania                                                               | 2 – 1                                                                  | Fær Øer                                                                | Amichevole                                                             | -                                                                      | 61’                                                                    |
| 14-11-2020                                                             | Riga                                                                   | Lettonia                                                               | 1 – 1                                                                  | Fær Øer                                                                | UEFA Nations League 2020-2021 - 1º turno                               | -                                                                      | 68’                                                                    |
| 31-3-2021                                                              | Glasgow                                                                | Scozia                                                                 | 4 – 0                                                                  | Fær Øer                                                                | Qual. Mondiali 2022                                                    | -                                                                      | 76’                                                                    |
| 26-3-2022                                                              | Gibilterra                                                             | Gibilterra                                                             | 0 – 0                                                                  | Fær Øer                                                                | Amichevole                                                             | -                                                                      | 79’ 90+1’                                                              |
| 14-6-2022                                                              | Lussemburgo                                                            | Lussemburgo                                                            | 2 – 2                                                                  | Fær Øer                                                                | UEFA Nations League 2022-2023 - 1º turno                               | -                                                                      | 60’                                                                    |
| 27-3-2023                                                              | Skopje                                                                 | Macedonia del Nord                                                     | 1 – 0                                                                  | Fær Øer                                                                | Amichevole                                                             | -                                                                      | 12’ 72’                                                                |
| 17-6-2023                                                              | Tórshavn                                                               | Fær Øer                                                                | 0 – 3                                                                  | Rep. Ceca                                                              | Qual. Euro 2024                                                        | -                                                                      | 83’                                                                    |
| Totale                                                                 |                                                                        | Presenze                                                               | 53                                                                     |                                                                        | Reti                                                                   | 4                                                                      |                                                                        |